# Grupo dos Trinta
O Grupo dos Trinta, frequentemente abreviado para o G30, é um organismo internacional dos principais financiadores e acadêmicos, que visa aprofundar o entendimento das questões econômicas e financeiras e examinar as consequências das decisões tomadas nos setores público e privado relacionados a essas questões. As áreas de interesse do grupo incluem: mercado de câmbio, mercado de capitais internacional, instituições financeiras internacionais, bancos centrais e sua supervisão de serviços e mercados financeiros, e questões macroeconômicas, como produtos e mercados de trabalho.
O grupo é conhecido por defender as mudanças na compensação e liquidação global.

## História
O Grupo dos Trinta foi fundado em 1978 por Geoffrey Bell por iniciativa da Fundação Rockefeller que também forneceu financiamento inicial para o órgão. Seu primeiro presidente foi Johannes Witteveen, ex-diretor-gerente do Fundo Monetário Internacional. O atual presidente do G30 é Tharman Shanmugaratnam. Seu atual presidente do conselho de administração é Jacob Frenkel e Paul Volcker é presidente emérito.
O Grupo Bellagio, formado pelo economista austríaco Fritz Machlup, foi o antecessor imediato do Grupo dos Trinta. Ele se reuniu pela primeira vez em 1963, para investigar problemas cambiais internacionais, particularmente a crise da balança de pagamentos que os Estados Unidos enfrentaram no início dos anos 60.
Em junho de 2011, o grupo divulgou um relatório que examina os desenvolvimentos mais recentes da crise financeira de 2008, incluindo as causas, as respostas e as perspectivas futuras para os Estados Unidos e outros mercados.
Em janeiro de 2018, a Ombudsman Europeia Emily O'Reilly solicitou que o Presidente do BCE, Mario Draghi, se demitisse do grupo, porque sua participação na organização poderia ser interpretada como influência indevida.

## Membros
O grupo é composto por trinta membros e inclui chefes de grandes bancos privados e bancos centrais, além de membros de instituições acadêmicas e internacionais. Os membros atuais do grupo incluem os atuais e ex-chefes dos bancos centrais da Argentina, Brasil, Grã-Bretanha, Canadá, China, França, Alemanha, Índia, Israel, Itália, Japão, México, Polônia, Cingapura, Espanha e Suíça, bem como bem como dois presidentes do Federal Reserve Bank de Nova York, dois presidentes do Banco Central Europeu, um presidente do Comitê de Supervisão Bancária de Basileia, dois presidentes do Bank for International Settlements, dois economistas-chefe do Fundo Monetário Internacional, um economista-chefe do Banco Mundial e ex-presidente do México. Realiza duas reuniões completas a cada ano e também organiza seminários, simpósios e grupos de estudo. É baseado em Washington, D.C. 